# Диди-Гареджвари
Диди-Гареджвари (груз. დიდი გარეჯვარი) — село в Грузии, на территории Горийского муниципалитета края (мхаре) Шида-Картли.

## География
Село находится в центральной части Грузии, на правом берегу Адзуры, на расстоянии приблизительно 6 километров (по прямой) к северу от города Гори, административного центра муниципалитета. Абсолютная высота — 667 метров над уровнем моря.

## Население
По результатам официальной переписи населения 2014 года, в Диди-Гареджвари проживало 711 человека (361 мужчина и 350 женщин). В национальной структуре населения грузины составляли 97,2 %, армяне — 2 %, осетины — 0,8 %.
| Год  | Население, человек |
| ---- | ------------------ |
| 2002 | 768                |
| 2014 | ↘ 711              |